# Lep
Lep je obecné označení pro nějakou lepivou substanci určenou k přilepení a odchytu (lovu) živočichů nebo k zabránění jejich průniku do míst, kde jsou tito nežádoucí. Nejčastěji je jako součást různých nástrah a pastí používán k lovu hmyzu, ptáků případně drobných hlodavců. V České republice lze lep legálně používat pouze k lovu bezobratlých živočichů. Používají se například barevné lepové desky (velmi účinné proti různým létajícím škůdcům v uzavřených prostorech jako jsou skleníky) nebo lepové prstence – pásy na kmenech dřevin proti mravencům nebo housenkám píďalek atp.) Lep může být i součástí feromonových pastí sloužících k monitoringu kalamitních škůdců.
V minulosti rozšířené použití k lovu obratlovců (ptáků, hlodavců) je v Česku nelegální (viz např. Zákon na ochranu přírody a krajiny nebo Zákon na ochranu zvířat).
Technika lovu ptáků na lep (jako součást čižby) je rozšířená téměř celosvětově, i když způsob přípravy lepu se v různých kulturách liší v závislosti na přírodních podmínkách a dostupných surovinách. V Evropě se tradičně lep připravoval z bobulí ochmetu evropského (Loranthus europaeus) nebo jmelí bílého (Viscum album). Jiné suroviny (smrková pryskyřice – smůla) byly v našem prostředí spíše náhražkami. Pracně získávaný lep byl vždy poměrně nákladnou surovinou. Lepem pomazané tenké proutky (vějice nebo vějičky) byly líčeny na místech obvyklého dosedu ptáků (vyvýšená místa, napajedla atp.) a následně byla zvyšována jejich atraktivita pomocí volavých ptáků, sýčka nebo oblíbené potravy. Alternativně byli ptáci opatrně podlepováni – pomocí vějičky na dlouhém prutu. Zajímavým způsobem užití lepu byly papírové kornouty, uvnitř natřené lepem, s potravou ve dně kornoutu. Pomocí takové lepové pasti bývaly chytány zejména vrány nebo havrani. Pokud ptáčník chytal zpěvné ptáky na prodej, tak ihned po opatrném vyproštění ptáka polepené peří (potřísněné lepem) zasypával jemným popelem, aby předešel dalšímu slepovaní.

## Lidová rčení
Lep nebo vějice se často objevují i v lidových rčeních: „Sedl mu na lep“, „Skočil mu na vějičku“, „Zesral sa jak vějica“...